# Соната для фортепіано № 3 (Прокоф'єв)
Соната для фортепіано №3 С. Прокоф'єва op.28 написана в 1907-1917 роках. Вперше виконана 15 квітня 1918 року автором у Петрограді.
Як і перша соната, одночастинна. Єдина частина має вказівку Allegro tempesto.